# Constante van Champernowne
De constante van Champernowne C10 is een transcendente reële wiskundige constante waarvan de decimale expansie belangrijke eigenschappen heeft. Hij heet naar zijn ontdekker, de wiskundige en econoom David Gawen Champernowne.
Met grondtal 10 (decimaal geschreven) ontstaat de constante door alle opeenvolgende natuurlijke getallen achter elkaar op te schrijven:
C10 = 0,12345678910111213141516...
Een constante van Champernowne kan men ook in andere getallenstelsels definiëren, bijvoorbeeld:
C2 = 0,1 10 11 100 101 110 111... (voor grondtal 2)
C3 = 0,1 2 10 11 12 20 21 22... (voor grondtal 3)
Champernowne bewees in 1933 dat {\displaystyle C_{10}} een normaal getal is.

## Kettingbreuk
De constante van Champernowne kan als een kettingbreuk geschreven worden. Kurt Mahler liet in 1937 zien dat de constante transcendent is. De kettingbreuk is oneindig, omdat C10 niet rationaal is, en is aperiodiek (niet irreducibel kwadratisch).
De termen van de reeks variëren wild, met zeer grote termen afgewisseld door vele kleintjes. Voor het grondtal 10 vindt men bijvoorbeeld
C10 = [0; 8, 9, 1, 149083, 1, 1, 1, 4, 1, 1, 1, 3, 4, 1, 1, 1, 15,
4 57540 11139 10310 76483 64662 82429 56118 59960 39397 10457 55500 06620 04393 09026 26592 56314 93795 32077 47128 65631 38641 20937 55035 52094 60718 30899 84575 80146 98631 48833 59214 17830 10987,
6, 1, 1, 21, 1, 9, 1, 1, 2, 3, 1, 7, 2, 1, 83, 1, 156, 4, 58, 8, 54, ...].
Het grote getal op plaats 19 bestaat uit 166 cijfers. De eerstvolgende term na het getal 54, dus op plaats 41, heeft 2504 cijfers. De grote geallen zijn lastig bij een berekening, maar als de reeksontwikkeling na zo'n groot getal wordt afgebroken, krijgt men al een goede benadering. Noemt men het getal op plaats 19 K noemen, krijgt men als verschil:
C10   –   [0; 8, 9, 1, 149083, 1, 1, 1, 4, 1, 1, 1, 3, 4, 1, 1, 1, 15]   ≈   −9 ×10−190
C10   –   [0; 8, 9, 1, 149083, 1, 1, 1, 4, 1, 1, 1, 3, 4, 1, 1, 1, 15, K]   ≈   3 ×10−356.
Dit is een verbetering van de nauwkeurigheid van 166 ordes van grootte.

## Berekening
De constante van Champernowne voor een bepaald grondtal b kan uitgedrukt worden als een oneindige reeks:
{\displaystyle C_{b}=\sum _{n=1}^{\infty }{\frac {\sum _{k=b^{n-1}}^{b^{n}-1}kb^{-n(k-(b^{n-1}-1))}}{b^{\sum _{k=0}^{n-1}k(b-1)b^{k-1}}}}.}
Deze reeks kan gebruikt worden om de constante te onderzoeken.
De eenvoudige methode waarbij de cijfers een voor een worden toegevoegd werkt op een computer mogelijk langzamer dan andere, geavanceerde algoritmen.